# Spider-Man: Un nou univers
Spider-Man: Un nou univers (títol original: Spider-Man: Into the Spider-Verse) és una pel·lícula estatunidenca d'animació per ordinador basada en la sèrie Spider-Verse de Marvel Comics. És una producció de Columbia Pictures i Sony Pictures Animation en associació amb Marvel. Es va estrenar el 14 de desembre del 2018 als Estats Units i en català el 21 de desembre de 2018.
Les crítiques n'han lloat l'animació, el doblatge, els personatges, la història, l'humor i la banda sonora. Ha estat nominada com a millor pel·lícula als Globus d'Or del 2019 i va guanyar l'Oscar a la millor pel·lícula d'animació del 2019. El 2023 es va estrenar la seqüela, anomenada Spider-man: Creuant el Multivers i diverses pel·lícules derivades.

## Argument
En un univers paral·lel, Peter Parker ha mort i un adolescent anomenat Miles Morales és el nou Spider-Man. El líder mafiós Wilson Fisk (Kingpin) construeix el "Supercol·lisionador", fet que desencadena una versió alternativa de Peter Parker que intentarà ensenyar a Miles com ser un millor heroi. Ara bé, no és l'únic Spider-Man que entrarà en aquest univers, ja que apareixeran quatre versions alternatives que cercaran la manera de tornar al seu propi univers abans que tota la realitat quedi col·lapsada.

## Repartiment de veu
- Shameik Moore com a Miles Morales / Spider-Man:
Un adolescent intel·ligent i rebel d'origen afroamericà i portoriqueny, que està impregnat d'habilitats semblants a les aranyes després de ser mossegat per una aranya radioactiva i finalment pren el mantell del vigilant emmascarat Spider-Man.[4] Els productors Lord i Miller van descriure el personatge com a únic entre els Spider-Men a causa de la seva educació a Brooklyn, els seus antecedents afroamericans i porto-riquenys i el fet que la seva família encara és viva,[5] amb aquesta dinàmica familiar que és fonamental per a la història de la pel·lícula.[6]
- Jake Johnson com a Peter B. Parker / Spider-Man:
 El reticent mentor de Miles,[7] un homòleg de 38 anys de l'heroi desarreglat, cansat i de cabell castany d'una altra dimensió.[8] Està pensat com una amalgama de totes les adaptacions i interpretacions de cultura pop de Spider-Man. Lord i Miller van imaginar que fos com el Sr. Miyagi de la franquícia de Karate Kid, si "El senyor Miyagi no sapigués res", que pensaven que era un "color molt net per posar-lo a Peter que no havíem vist abans".[6]
- Hailee Steinfeld com a Gwen Stacy / Spider-Woman: una contrapartida desplaçada de dimensions de Gwen Stacy amb habilitats semblants a una aranya, que pren l'àlies de "Gwanda" mentre està a l'escola de Miles. Als còmics de la pantalla mentre explica la seva història d'origen, se la coneix com "Spider-Gwen".[9]
- Mahershala Ali com a Aaron Davis / The Prowler: l'oncle de Miles, que es mostra com un executor emmascarat de Wilson Fisk en secret per a la seva família. És rebel, el que fa que Jefferson el miri malament.[10]
- Brian Tyree Henry com a Jefferson Davis: el pare afroamericà de Miles, un oficial de policia, que desaprova les accions de Spider-Man.[10] Als 35 anys, Henry havia dit que era massa jove per interpretar el pare d'un adolescent, però va acceptar el paper després de saber que Miles Morales era l'únic Spider-Man negre i llatí.[11]
- Lily Tomlin com a May Parker: la tia de Peter, que ha mort a l'univers de Peter B. Parker i proporciona refugi a les altres Spider-Persones a l'univers de Miles.[9]
- Luna Lauren Vélez com a Rio Morales: la mare portorriquenya de Miles, una infermera.[9]
- Zoë Kravitz com a Mary Jane "MJ" Parker: la dona de Peter Parker a l'univers de Miles i l'antiga dona de Peter B. Parker al seu univers.
- John Mulaney com a Peter Porker / Spider-Ham: Una versió alternativa de Spider-Man d'un univers antropomòrfic, que abans va ser una aranya, mossegada per un porc radioactiu.[12][13]
- Kimiko Glenn com a Peni Parker / SP//dr: 
 Una jove japonesa-americana d'un univers alternatiu semblant a l'anime que pilota un vestit biomecànic amb una aranya radioactiva amb la qual comparteix un enllaç telepàtica.[13] Els cineastes inicialment havien considerat l'ús de Silk com la seva Spider-Woman asioamericana, però finalment es van establir en Peni a causa del seu conjunt de poders més distintiu en comparació amb les altres Spider-Persones.[14]
- Nicolas Cage com a Peter Parker / Spider-Man Noir: 
 una versió alternativa de Peter Parker d'un univers Monocrom situat a la dècada de 1930.[15] Cage va basar el seu personatge en les pel·lícules de Humphrey Bogart, i en les veus d'actors d'aquella època com ara James Cagney i Edward G. Robinson.[16]
- Kathryn Hahn com a Doctor Olivia "Liv" Octavius: la científica cap i CEO d'Alchemax, i un assessor científic de Wilson Fisk. El personatge utilitza tentacles molt avançats i apareix en bona part del màrqueting d'Alchemax, fins i tot en un documental de Miles a l'escola.
- Liev Schreiber com a Wilson Fisk / The Kingpin: un senyor del crim i el benefactor d'Alchemax a la dimensió de Miles. El seu motiu final és segrestar versions alternatives de la seva difunta esposa i fill, que van morir en un accident de cotxe escapant-se d'ell.[4][9]

| Personatge          | Veu en català             | Veu en català |
| ------------------- | ------------------------- | ------------- |
| Sergio Olmo         | Miles Morales/ Spider-Man |               |
| Hernan Fernández    | Peter B. Parker           |               |
| Gloria Cano         | Gwen Stacy                |               |
| Santi Lorenz        | Aaron Davis               |               |
| Joan Carles Gustems | Jefferson Davis           |               |
| Fina Rius           | May Parker                |               |
| Esther Solans       | Rio Morales               |               |
| Nuria Trifol        | Mary Joe Watson           |               |
| Albert Mieza        | Peter Porker              |               |

## Acollida

### Taquilla
Spider-Man: Un nou univers va recaptar 190,2 milions de dòlars als Estats Units i Canadà, i 194,0 milions de dòlars a altres territoris, amb un total brut mundial de 384,3 milions de dòlars, enfront d'un pressupost de producció de 90 milions de dòlars. El 31 de gener de 2019, va superar Hotel Transsilvània 2 per convertir-se en la pel·lícula de Sony Pictures Animation amb majors beneficis a nivell domèstic sense tenir en compte la inflació.